# Erdőszáda
Erdőszáda (románul Ardusat) falu Romániában, Máramaros megyében.

## Fekvése
Máramaros megyében, Nagybányától délnyugatra, Barlafalu délkeleti szomszédjában található.

## Története
Erdőszáda és környéke ősidők óta lakott hely volt, határában még az 1900-as évek elején is láthatók voltak egy régi földvár nyoma A település neve már a 14. században feltűnt az oklevelekben, ekkor a kővári uradalomhoz tartozott, és a Drágfi család birtokában volt. Erdőszáda nevét a korabeli iratokban 1427-ben Erdewdzad, 1470-ben Erdeuzada alakban írták. A Drágfiak 1424. évi osztozásakor a falu a Bélteki uradalom része lett, s az övék maradt 1470-ig, 1470-ben Bélteki Mihály hűtlensége miatt annak birtokát a Drágfiak kapták meg, s az övék volt egészen a XVI. század közepéig, amikor is a Drágfi család kihalt.
A Drágfiak kihaltával az erdélyi fejedelemé, s annak adományából a Báthoryaké, vagy a magyar királyé lett, aki a birtokot, s a falut az Erdőszádai uradalom központjává tette, és Szatmárhoz csatolta.
1592-ben az erdőszádai uradalomhoz tartoztak: Magyarerdőszáda, Oláherdőszáda, Remetemező, Balotafalva, Barlafalva, Papbikó, Válaszút, Szilistye, Szakállasbikó, Aranyos, Tomány, Farkasaszó, Oláhtótfalu.
1634-ben Erdőszádára Zsegenyey Borbála és báró Károlyi Mihály özvegye kapott királyi adományt. Egy évszázadig a gróf Károlyiaké volt, de 1784-ben gróf Haller Erzsébeté, báró Hunyady János özvegyéé lett. A Hunyadyaktól gróf Dégenfeld Miksa vette meg. A 20. század elején Dégenfeld Sándor volt a település birtokosa, a település Szatmár vármegyéhez tartozott. Az 1900-as évek elején Borovszky a következőket írta még a településről: „Erdőszáda kisközség a nagybányai járásban, 275 házzal, és 1278 lakossal. Ezek közül 99 magyar, 40 német, 1137 görögkatolikus oláh. Határa 3615 kataszteri hold.”

## Nevezetességek
- Görögkatolikus templom
- Dégenfeld kastély